# Молер
Моле́р (фр. Molère, окс. Molèra) — коммуна во Франции, находится в регионе Юг — Пиренеи. Департамент — Верхние Пиренеи. Входит в состав кантона Ланнемезан. Округ коммуны — Баньер-де-Бигор.
Код INSEE коммуны — 65312.

## География

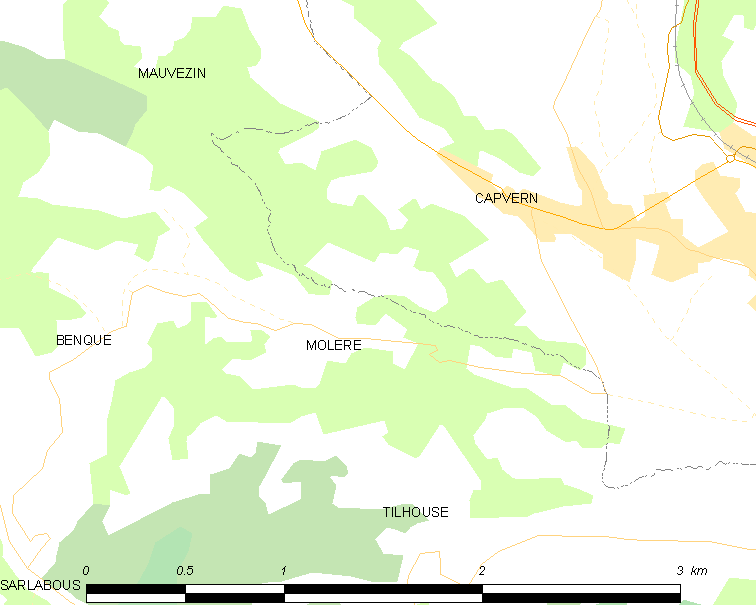
Карта коммуны

Коммуна расположена приблизительно в 660 км к югу от Парижа, в 110 км юго-западнее Тулузы, в 24 км к юго-востоку от Тарба.
На севере коммуны протекает небольшая река Гарравет (фр. Garravet), а на юге — Тийуз (фр. Tilhouse).

## Климат
Климат умеренно-океанический с солнечной тёплой погодой и обильными осадками на протяжении практически всего года.

## Население
Население коммуны на 2010 год составляло 39 человек.
| 1962 | 1968 | 1975 | 1982 | 1990 | 1999 | 2010 |
| ---- | ---- | ---- | ---- | ---- | ---- | ---- |
| 25   | 28   | 22   | 15   | 26   | 30   | 39   |

## Администрация
| Период | Период | Фамилия   | Партия                  | Примечания               |
| ------ | ------ | --------- | ----------------------- | ------------------------ |
| 1995   | 2020   | Анри Форг | Социалистическая партия | член генерального совета |

## Экономика
В 2010 году среди 23 человек трудоспособного возраста (15-64 лет) 20 были экономически активными, 3 — неактивными (показатель активности — 87,0 %, в 1999 году было 93,3 %). Из 20 активных жителей работали 20 человек (11 мужчин и 9 женщин), безработных не было. Среди 3 неактивных 2 человека были учениками или студентами, 0 — пенсионерами, 1 был неактивным по другим причинам.